# 聖尼古拉教堂 (達勒姆)

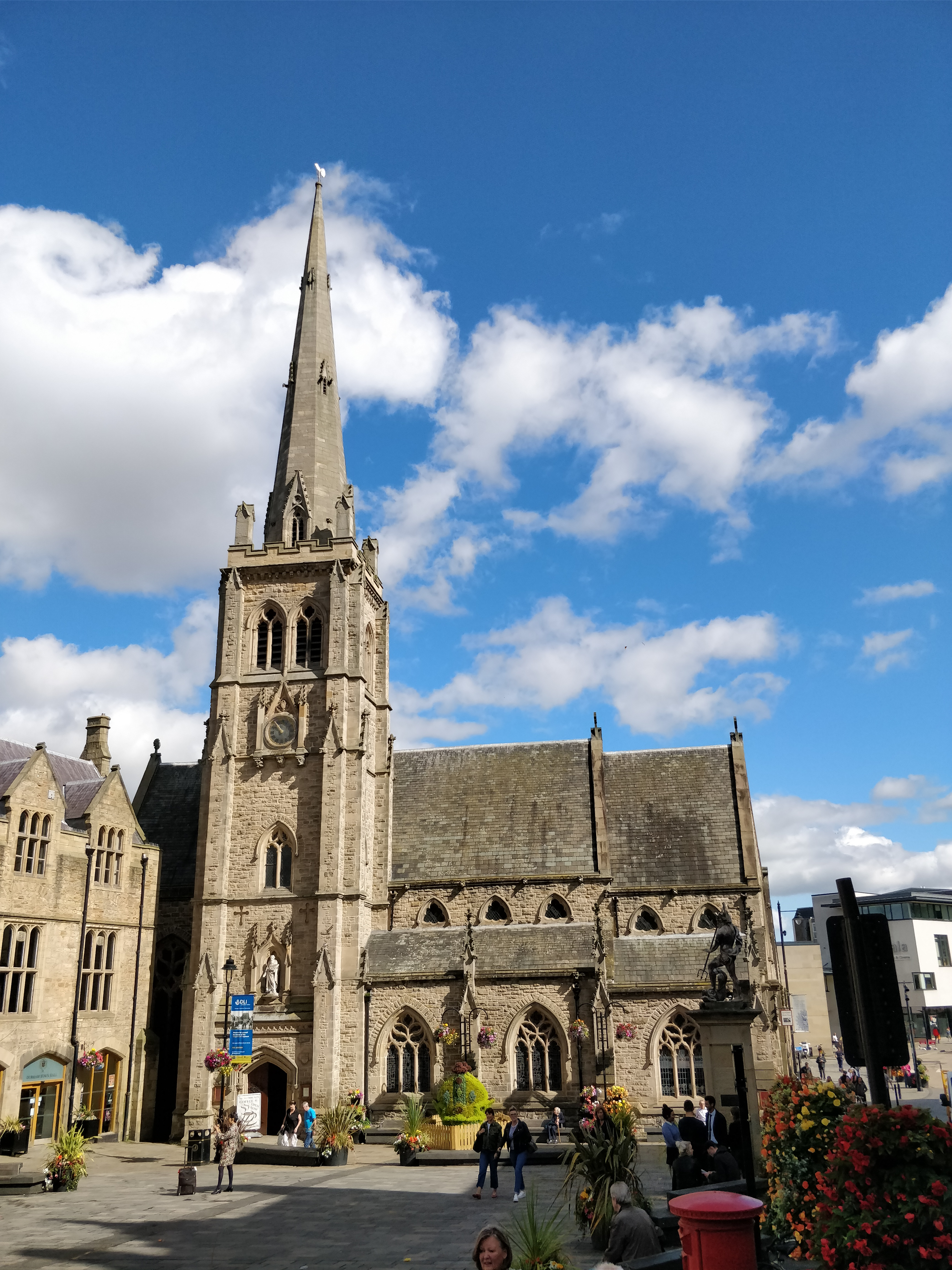
聖尼古拉教堂

聖尼古拉教堂（英語：St Nicholas' Church）是英國英格蘭達勒姆郡城市達勒姆的一座英國聖公會的教堂，位於達勒姆市中心的市場廣場。現在的聖尼古拉教堂建築修建於1858年，由達靈頓建築師J. Pritchett設計，是英國的II級登錄建築。教堂因其位置而有「市場中的教堂」之稱。

## 外部連結
- St Nicholas' Church, Durham （页面存档备份，存于）
- Gateway World Shop at St. Nicholas
- Review of Christmas Day 2007 service by the Ship of Fools' Mystery Worshipper